# 福井菊三郎

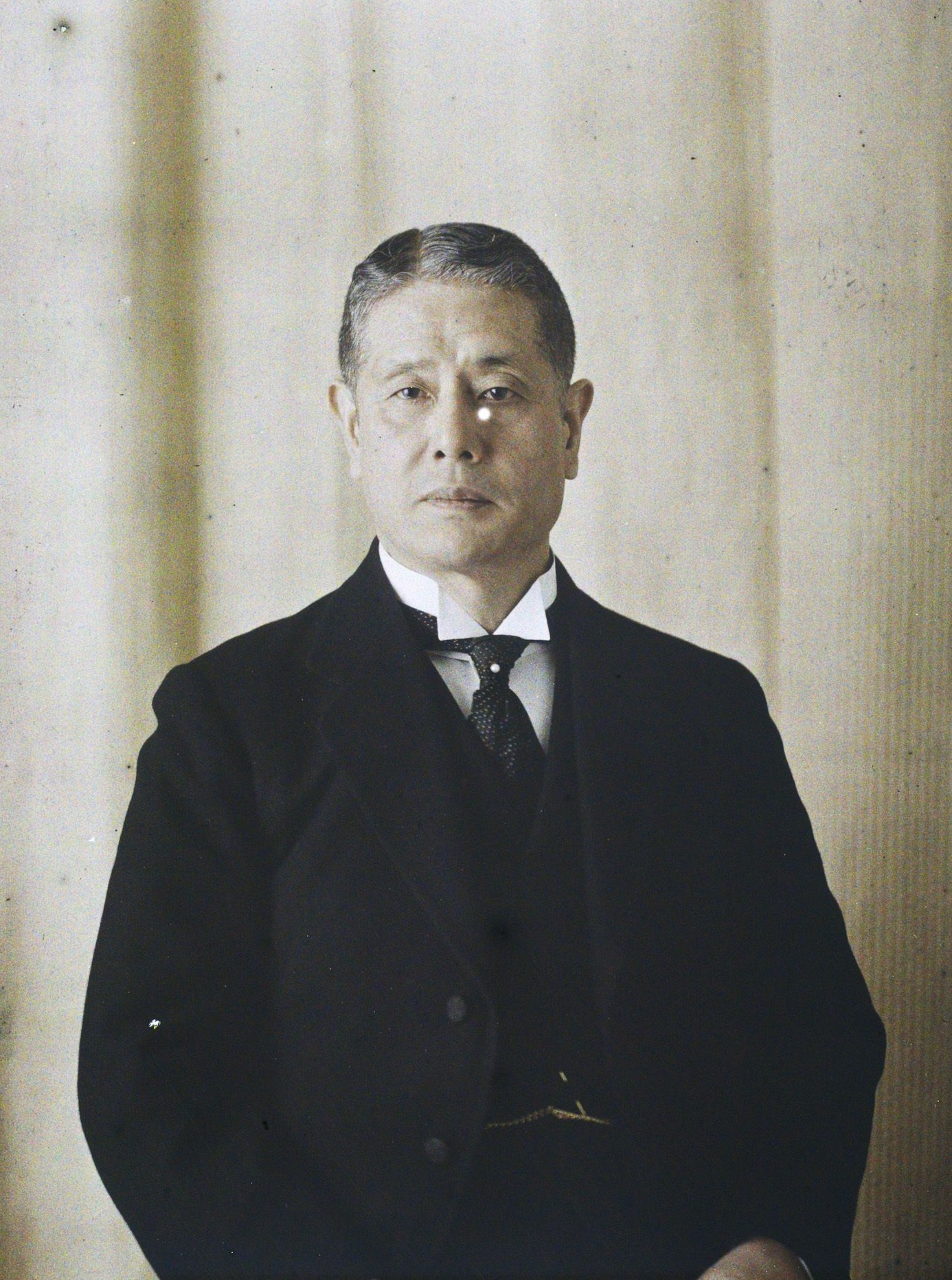
福井菊三郎（1919年）

福井 菊三郎（ふくい きくさぶろう、1866年4月16日（慶應2年3月2日）- 1946年（昭和21年）） は、日本の実業家。戦前三井財閥の幹部で、三井合名常務理事や、東神倉庫会長、パリ講和会議代表顧問等を務めた。陶磁器収集家としての著書もある。

## 経歴
江戸で中村萬吉の五男として生まれる。1881年福井家の先代むめの養子となる。1883年、商法講習所（現一橋大学）卒業後、18歳で三井物産に入る。同級生に小室三吉元三井同族会理事などがいた。
在学中の成績は良くなかったが、村長や地主に落ち着いた同級生たちを尻目に小室とともに出世頭となり、三井物産シンガポール支配人、三井物産香港支店長、三井物産営業部長、三井物産大阪支店長、三井物産ニューヨーク支店長、三井物産取締役兼東神倉庫取締役を経て、1910年三井物産常務取締役。
1918年には三井合名の理事に挙げられた。第一次世界大戦終戦後の1919年には代表顧問としてパリ講和会議に派遣され、経済会議を担当。その功により勲三等旭日中綬章に叙された。
1922年からは三井合名常務理事を務め、三井財閥の重役として、三井銀行取締役、三井物産取締役、三井鉱山取締役、東神倉庫取締役、三井生命保険取締役、台湾拓殖製茶取締役、東洋棉花監査役、三井信託監査役、遼東汽船監査役、日本郵船取締役、如水会理事なども兼務した。
1929年には清水由松、畠山一清、森広蔵らと東洋英和女学院第一次後援会発起人となった。1931年、社長制から会長制に改められた東神倉庫の会長に就任。
1936年（昭和11年）、池田成彬が導入した三井合名・直系6社の重役定年制に即して辞職。
1946年死去。墓所は多磨霊園(11-1-2)。

## 人物
真面目な人柄で、温厚な清廉家として知られた。山下亀三郎の支援者でもあった。邸宅は仰木魯堂の作品。熱海市の別邸はアントニン・レーモンドの作品。趣味は読書、書画、陶磁美術で、古代日本からの陶磁器の収集を行った。

## 親族
- 妻のなつは貴族院議員江原素六長女。長男孝一は小原駩吉男爵の娘婿で、のちに三井物産が買収したオオタ自動車工業の経営にあたった[1][18][19]。二女菊は貴族院議員石黒五十二長男九一の妻。三女壽々は日本国土開発社長佐渡卓の妻。五女美代子は朝日新聞社社主上野淳一の妻[5]。

## 著書
- 『日本陶磁器と其国民性』共同印刷 1927年